# Pedro Goitía
Pedro Goitía fue un luchador profesional argentino, famoso por integrar la troupe de Martín Karadagián en Titanes en el Ring. Su verdadero nombre era Jorge Gayoso .

## Biografía
Goitía comenzó su carrera profesional en los años 50, en 1962 Karadagián lo convoca junto a Eduardo Alí Bargach, Ivan Zelezniak y Ararat para participar de su nuevo programa de televisión Titanes en el Ring emitido por Canal 9.  
En 1957 participó de la película Reencuentro con la gloria protagonizada por Karadagián. En 1973 Goitía participa del film Titanes en el ring  basado en el programa televisivo.
En su trayectoria interpretó los personajes de Pedro Goitía ,   Frankestein y La Momia ( Ocasionalmente en Titanes En El Ring )
En los Fabulosos Del Catch 1973 fue Pedro Goitía y Tutankamón, La Momia  
En Lucha Fuerte 1975 fue Pedro Goitía y La Momia .